# Lumumba (film)
Pour les articles homonymes, voir Lumumba (homonymie).
Pour plus de détails, voir Fiche technique et Distribution.
Lumumba est un film franco-belgo-germano-haïtien réalisé par Raoul Peck et sorti en 2000.

## Synopsis
Le film est consacré au premier Premier ministre de la République démocratique du Congo, Patrice Lumumba, dont il détaille l'ascension politique, ses relations avec Mobutu et son élimination brutale en janvier 1961.

## Fiche technique
- Titre : Lumumba
- Réalisation : Raoul Peck, assisté de Jacques Cluzaud
- Scénario : Raoul Peck, Pascal Bonitzer et Dan Edelstein
- Production : Jacques Bidou
- Directeurs de production : Patrick Meunier / Armand Bernardi
- Musique : Jean-Claude Petit
- Photographie : Bernard Lutic
- Montage : Jacques Comets
- Pays de production :  France -  Belgique -  Allemagne -  Haïti
- Format : couleurs - 1,85:1
- Genre : biographique, drame
- Durée : 115 minutes
- Dates de sortie : France - 4 octobre 2000

## Distribution
- Eriq Ebouaney : Patrice Lumumba
- Alex Descas : Joseph Mobutu
- Théophile Sowié : Maurice Mpolo
- Maka Kotto : Joseph Kasa-Vubu
- Dieudonné Kabongo : Godefroid Munongo
- Pascal N'Zonzi : Moïse Tshombe
- André Debaar : Walter Ganshof van der Meersch
- Cheik Doukouré : Joseph Okito
- Oumar Diop Makena : Thomas Kanza
- Mariam Kaba : Pauline Lumumba
- Rudi Delhem : le général Émile Janssens
- Bouli Lanners : un gardien de prison
- Mata Gabin : Hélène Bijou